# Golpe de Kornilov
O Golpe de Kornilov foi uma tentativa fracassada de golpe de Estado contrarrevolucionário realizada pelo comandante-em-chefe do exército russo, o General Lavr Kornilov, em setembro de 1917. O Governo Provisório Russo e os sovietes receberam o apoio da maioria da população e provocaram o fracasso do golpe alguns dias após a insurreição militar.
Após o fracasso da Ofensiva de Kerensky em julho, o novo primeiro-ministro, Alexander Kerensky, nomeou o general Lavr Kornilov como o novo comandante-em-chefe do exército russo; desde o início surgiram atritos entre ambos devido a vontade do general de aplicar uma série de reformas conservadoras e opostas aos conselhos que, em sua opinião, deveriam servir para melhorar a situação militar. Logo, Kornilov se tornou o candidato das dispersas organizações conservadoras e dos representantes da Entente para chefiar um novo governo.
Em meados de agosto, Kornilov apresentou um plano de reforma equivalente ao estabelecimento de uma ditadura militar que Kerensky recusou, apesar do apoio do vice-ministro da Defesa, o socialista revolucionário Boris Savinkov. Kornilov preferia implementar as suas medidas com a colaboração do governo, mas estava disposto a fazê-lo mesmo com a oposição deste; Kerensky, por sua vez, queria lidar com isso a partir de uma posição reforçada pela Conferência Estadual de Moscou, mas não conseguiu devido à crescente polarização política.
No final de agosto e início de setembro parecia que Kerensky e Kornilov chegariam a um acordo para implementar as reformas políticas e militares, porém a confusa intervenção do antigo procurador do Santo Sínodo, Vladimir Lvov, confundiu ambos: Kornilov acreditava que Kerensky havia aceitado plenamente seus planos e este que Kornilov lhe apresentou um ultimato e pretendia removê-lo do poder. Forçou, então, a rebelião aberta do general para destitui-lo e a marcha na capital resultou em um fracasso, desbaratada pela resistência não tanto do governo impotente e dos conselhos mas, especialmente, dos bolcheviques, que se recuperariam politicamente do revés sofrido durante os Dias de Julho.
O golpe fracassado aumentou o desprestígio e a debilidade de Kerensky, desacreditou a direita e acelerou os preparativos dos bolcheviques para tomar o poder.